# 柳沼淳子
柳沼 淳子（日语：やぎぬま じゅんこ，1978年6月2日—）是日本福島縣郡山市出生的播報員及電視名人，所屬經紀公司為cent. Force。

## 外部連結
- 官方個人資料 （日語）
- 柳沼淳子的官方Ameba部落格『Junko's celler』 （日語）